# 大拉烏省
5°8′N 5°1′W / 5.133°N 5.017°W

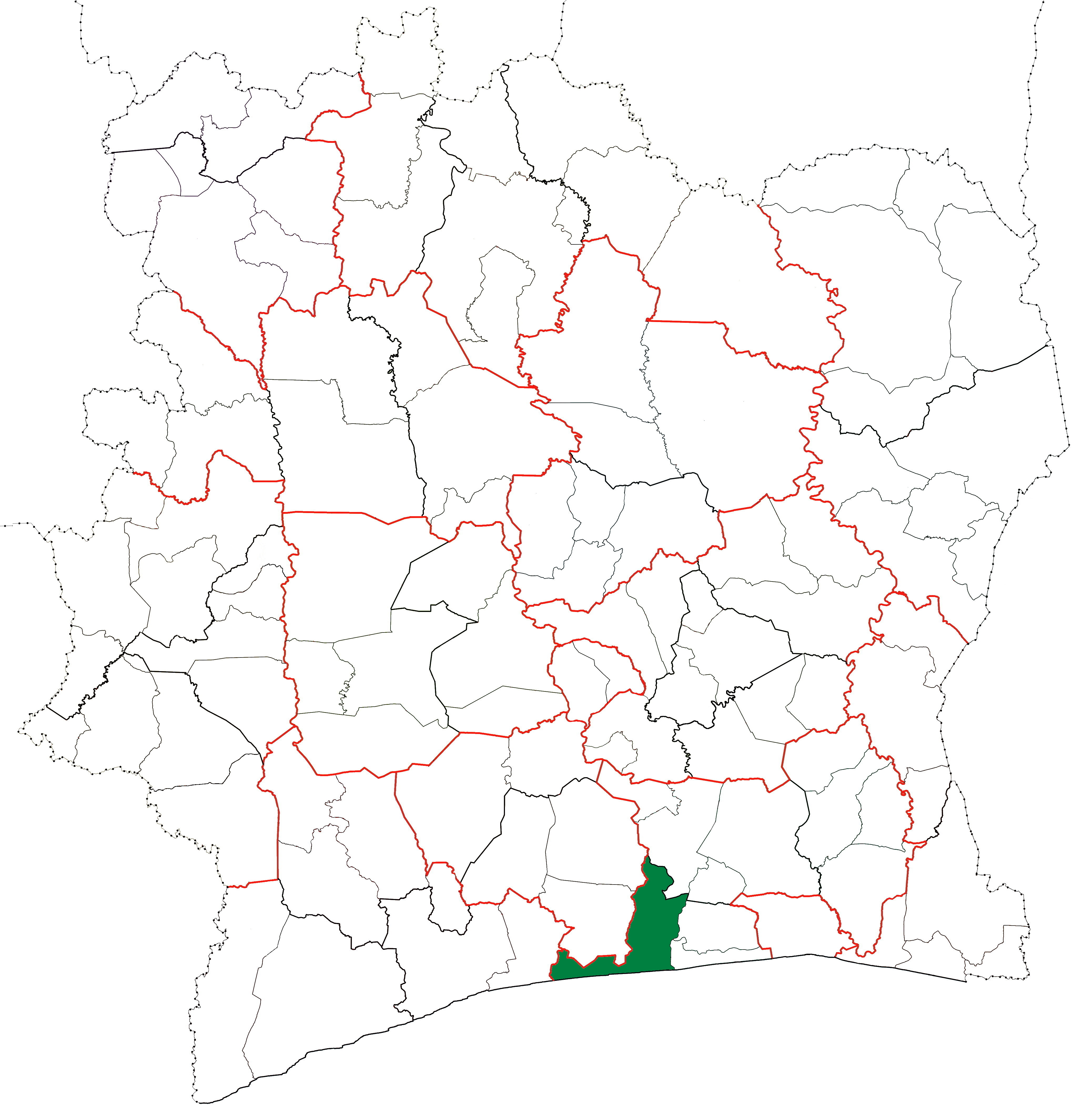

大拉烏省（Grand-Lahou Department），是科特迪瓦的省份，位於該國南部潟湖區，由大橋大區負責管轄，首府設於達布，成立於2011年，面積5,500平方公里，2014年人口356,495，人口密度每平方公里65人。